# John Nsana Kanyoni
John Nsana Kanyoni est chef d'entreprise et industriel en République démocratique du Congo.

## Biographie

### Enfance, éducation et débuts
John Nsana Kanyoni est juriste de formation, il est membre du réseau d’affaires Makutano, qui réunit des entrepreneurs congolais.

### Carrière
John Nsana Kanyoni dirige le groupe JF Africa Consulting, qui, en collaboration avec un consortium Egyptien, initie des projets dans le BTP et l’énergie. Il est également Vice-président de la Chambre des Mines de la Fédération des entreprises du Congo et Administrateur à la Chambre de Commerce Franco-Congolaise,,.